# We Can't Dance
We Can't Dance — музичний альбом гурту Genesis. Виданий 11 листопада 1991 року. Загальна тривалість композицій становить 71:27. Альбом відносять до напрямку рок. 

## Список пісень
1. No Son of Mine  — 6:39
2. Jesus He Knows Me  — 4:16
3. Driving the Last Spike  — 10:08
4. I Can't Dance  — 4:01
5. Never a Time  — 3:50
6. Dreaming While You Sleep  — 7:16
7. Tell Me Why  — 4:58
8. Living Forever — 5:41
9. Hold on My Heart  — 4:38
10. Way of the World  — 5:38
11. Since I Lost You  — 4:09
12. Fading Lights — 10:16